# Тасікмалая
Тасікмалая (індонез. Tasikmalaya) — місто в індонезійській провінції Західна Ява. Тасікмалая розташована на одній (південній) із двох основних автодоріг у Центральній Яві, що зв'язує центр провінції, Бандунг, і Пурвокерто.

## Географія
Місто лежить у гористій місцевості, на висоті 351 метр.

### Клімат
Місто знаходиться у зоні, котра характеризується вологим тропічним кліматом. Найтепліший місяць — квітень із середньою температурою 25.6 °C (78 °F). Найхолодніший місяць — червень, із середньою температурою 23.9 °С (75 °F).
| Клімат Тасікмалаї       | Клімат Тасікмалаї | Клімат Тасікмалаї | Клімат Тасікмалаї | Клімат Тасікмалаї | Клімат Тасікмалаї | Клімат Тасікмалаї | Клімат Тасікмалаї | Клімат Тасікмалаї | Клімат Тасікмалаї | Клімат Тасікмалаї | Клімат Тасікмалаї | Клімат Тасікмалаї | Клімат Тасікмалаї |
| Показник                | Січ.              | Лют.              | Бер.              | Квіт.             | Трав.             | Черв.             | Лип.              | Серп.             | Вер.              | Жовт.             | Лист.             | Груд.             | Рік               |
| Середній максимум, °C   | 29                | 29                | 29                | 29                | 29                | 28                | 27                | 27                | 28                | 29                | 29                | 29                | 28                |
| Середня температура, °C | 25                | 25                | 25                | 26                | 25                | 24                | 24                | 24                | 24                | 25                | 25                | 25                | 24                |
| Середній мінімум, °C    | 22                | 21                | 21                | 22                | 22                | 21                | 20                | 20                | 20                | 21                | 22                | 22                | 21                |
| Норма опадів, мм        | 365               | 347               | 397               | 282               | 261               | 185               | 164               | 101               | 140               | 298               | 347               | 378               | 3266              |
| ----------------------- | ----------------- | ----------------- | ----------------- | ----------------- | ----------------- | ----------------- | ----------------- | ----------------- | ----------------- | ----------------- | ----------------- | ----------------- | ----------------- |
| Джерело: Weatherbase    |                   |                   |                   |                   |                   |                   |                   |                   |                   |                   |                   |                   |                   |

## Населення
Населення округу Тасікмалая, включаючи місто, станом на 2008 рік становило близько півтора мільйона, переважно сунди-мусульмани. Є також етнічна китайська меншість. У місті велика кількість ісламських релігійних шкіл. 1948 року місто стало центром ісламського спротиву, відомого як Дар-уль-Іслам, що ставив собі за мету вигнання з Індонезії голландських колонізаторів і перетворення її в державу, що керується законами шаріату.
Тасікмалая відома ремісничим текстильним виробництвом, зокрема, розписом батик.

## Галерея

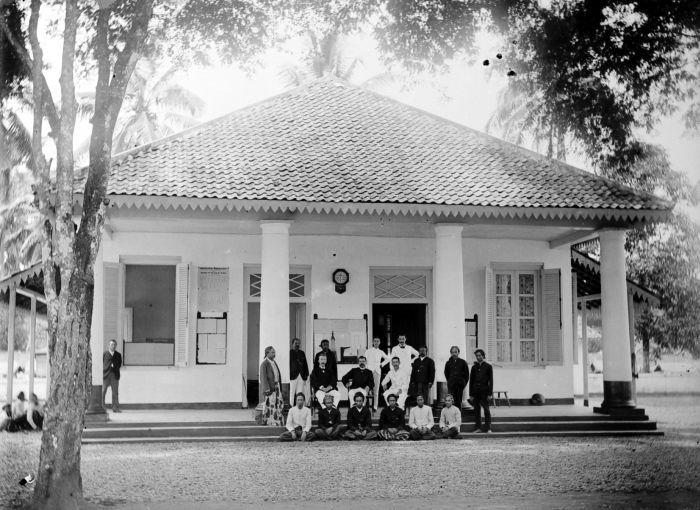
Розташування асистент-резидента (з 1900 по 1921 роки)
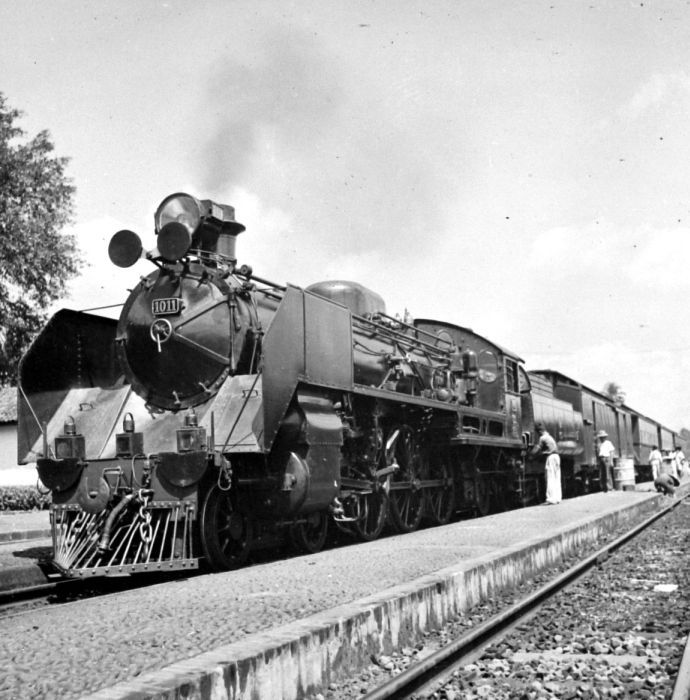
Паровоз на станції Тасікмалая, вирушає до станції Суракарта, 1938
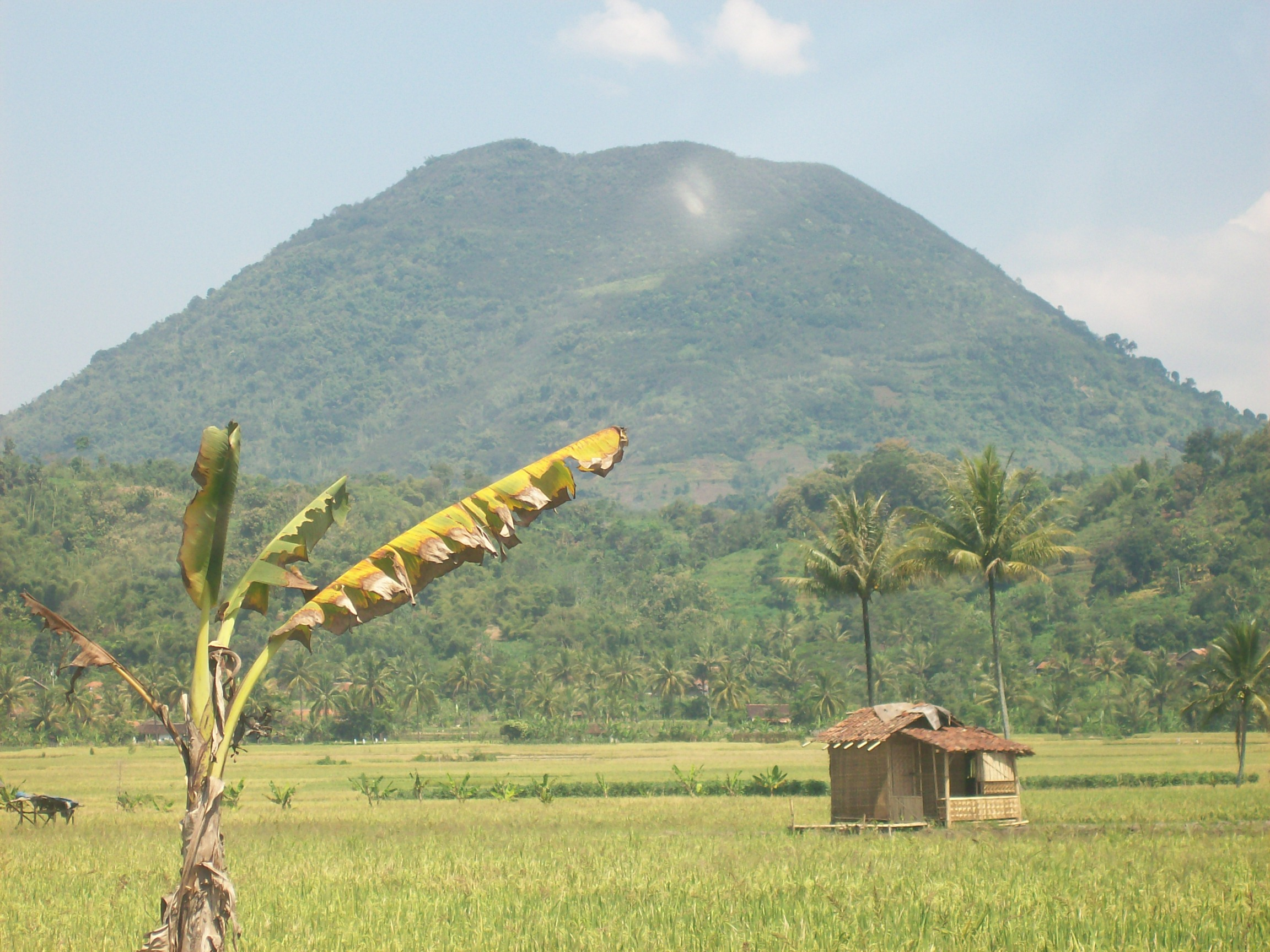
Панорама місцевості
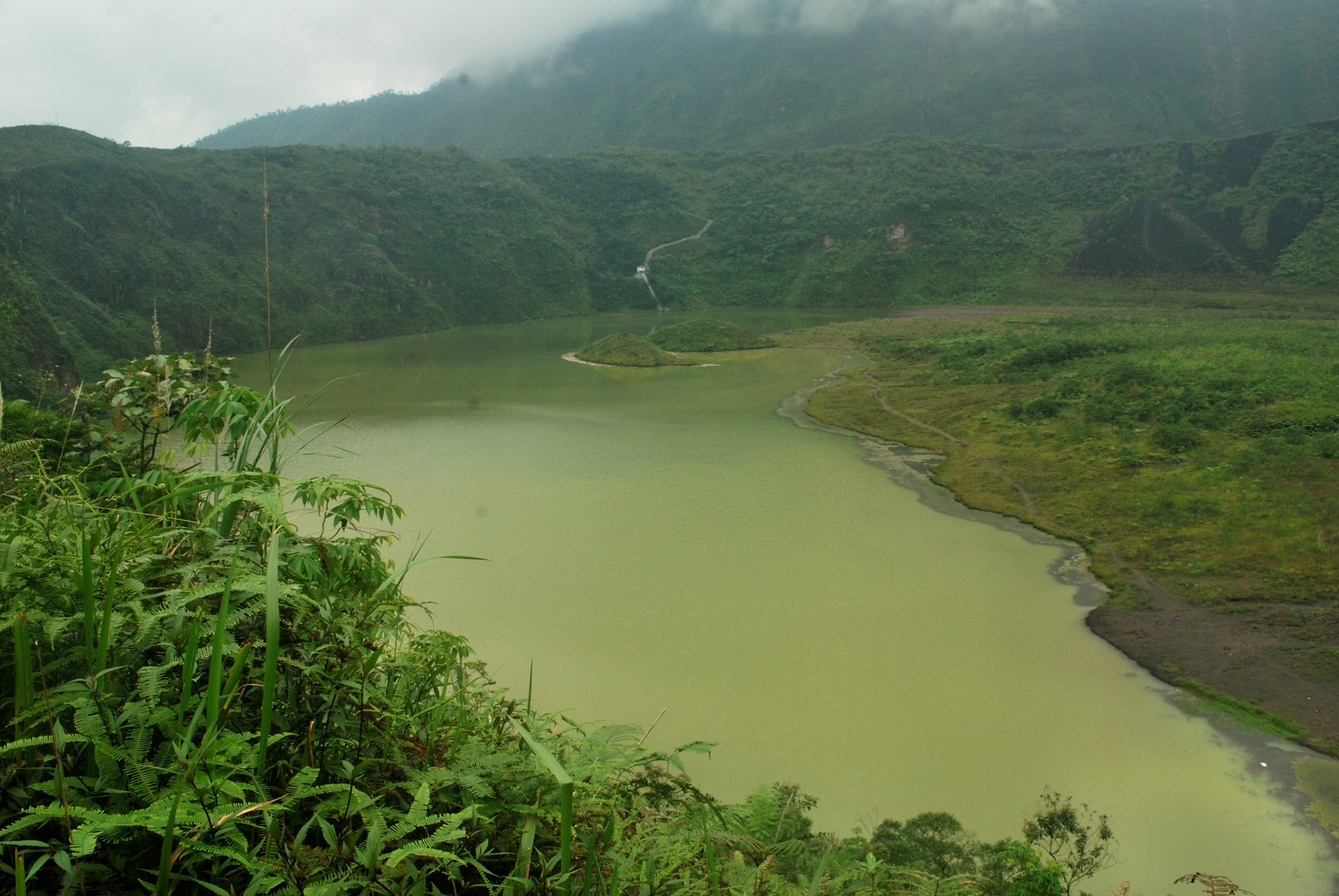
Кратер гори Галунггунг біля Тасікмалая на індонезійському острові Ява з озером.